# Blepharis transvaalensis
Blepharis transvaalensis är en akantusväxtart som beskrevs av Schinz. Blepharis transvaalensis ingår i släktet Blepharis och familjen akantusväxter. Inga underarter finns listade i Catalogue of Life.